# Plaquita
A plaquita ou placa é um jogo de bate e bola na República Dominicana que é similar a críquete e bete-ombro. Se joga com 2 times de 2 jogadores. Algums jogadores no MLB tem jogado esse jogo como meninos.

## Regras
Cada dos dois jogadores de um time tem um taco e são batedores, e um jogador no outro time tem a bola. Se colocam duas "plaquitas" (chapas de licença) ou latinhas no chão com uma distancia de cerca de 10 metros entre as plaquitas, e um círculo no chão cerca de cada plaquita. Um jogador de cada time fica cerca de cada plaquita. O jogador que tem a bola lança a bola de cerca da sua plaquita à outra plaquita, e quere tocar essa plaquita com a bola. O batedor cerca dessa plaquita pode rebater a bola, e então, se ele e o seu par cruzam e tocam o círculo cerca da outra plaquita com seus tacos, anotam um ponto. Se a plaquita for tocado com a bola e o batedor não tem o seu taco no chão do círculo, então o batedor está fora, e os times cambiam os tacos e bola.